# Liste der irischen Abgeordneten zum EU-Parlament (2024–2029)
Die Liste der irischen Abgeordneten zum EU-Parlament (2024–2029) listet alle irischen Mitglieder des 10. Europäischen Parlamentes nach der Europawahl in Irland 2024 auf.
Irland entsendet 14 der 720 Abgeordneten des Europaparlaments.

## Aktuelle Mandatsstärke der Parteien
- GUE/NGL: 3
- S&D: 1
- RE: 6
- EVP: 4

| Nationale Partei         | Mandate | Fraktion                                                                 |
| ------------------------ | ------- | ------------------------------------------------------------------------ |
| Fianna Fáil (FF)         | 04      | Renew Europe (RE)                                                        |
| Independent Ireland (II) | 01      | Renew Europe (RE)                                                        |
| Parteilose Abgeordnete   | 01      | Renew Europe (RE)                                                        |
| Fine Gael (FG)           | 04      | Fraktion der Europäischen Volkspartei (EVP)                              |
| Sinn Féin (SF)           | 02      | Die Linke im Europäischen Parlament (GUE/NGL)                            |
| Parteilose Abgeordnete   | 01      | Die Linke im Europäischen Parlament (GUE/NGL)                            |
| Labour Party (ILP)       | 01      | Progressive Allianz der Sozialdemokraten im Europäischen Parlament (S&D) |
| SUMME                    | 14      |                                                                          |

## Abgeordnete
| Bild | Name               | geb. | MEP seit      | Wahlkreis           | Partei    | Fraktion | Kommentar |
| ---- | ------------------ | ---- | ------------- | ------------------- | --------- | -------- | --------- |
|      | Barry Andrews      | 1967 | 1. Feb. 2020  | Dublin              | FF        | RE       |           |
|      | Lynn Boylan        | 1976 | 16. Juli 2024 | Dublin              | SF        | GUE/NGL  |           |
|      | Nina Carberry      | 1984 | 16. Juli 2024 | Midlands–North-West | FG        | EVP      |           |
|      | Barry Cowen        | 1967 | 16. Juli 2024 | Midlands–North-West | FF        | RE       |           |
|      | Regina Doherty     | 1971 | 16. Juli 2024 | Dublin              | FG        | EVP      |           |
|      | Luke Flanagan      | 1972 | 2. Juli 2019  | Midlands–North-West | parteilos | GUE/NGL  |           |
|      | Kathleen Funchion  | 1981 | 16. Juli 2024 | South               | SF        | GUE/NGL  |           |
|      | Billy Kelleher     | 1968 | 2. Juli 2019  | South               | FF        | RE       |           |
|      | Seán Kelly         | 1956 | 2. Juli 2019  | South               | FG        | EVP      |           |
|      | Cynthia Ní Mhurchú | 1966 | 16. Juli 2024 | South               | FF        | RE       |           |
|      | Ciaran Mullooly    | 1968 | 16. Juli 2024 | Midlands–North-West | II        | RE       |           |
|      | Michael McNamara   | 1974 | 16. Juli 2024 | South               | parteilos | RE       |           |
|      | Aodhán Ó Ríordáin  | 1976 | 16. Juli 2024 | Dublin              | ILP       | S&D      |           |
|      | Maria Walsh        | 1987 | 2. Juli 2019  | Midlands–North-West | FG        | EVP      |           |